# NIMBY

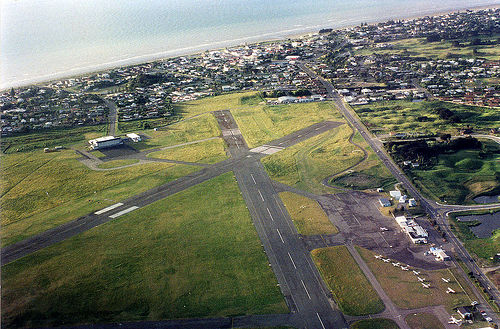
De aanleg van een vliegveld, zoals dit exemplaar in Nieuw-Zeeland, is vanwege geluidsoverlast, vervuiling en toenemende verkeersdrukte een voorbeeld van een situatie die kan leiden tot veel NIMBY-reacties.

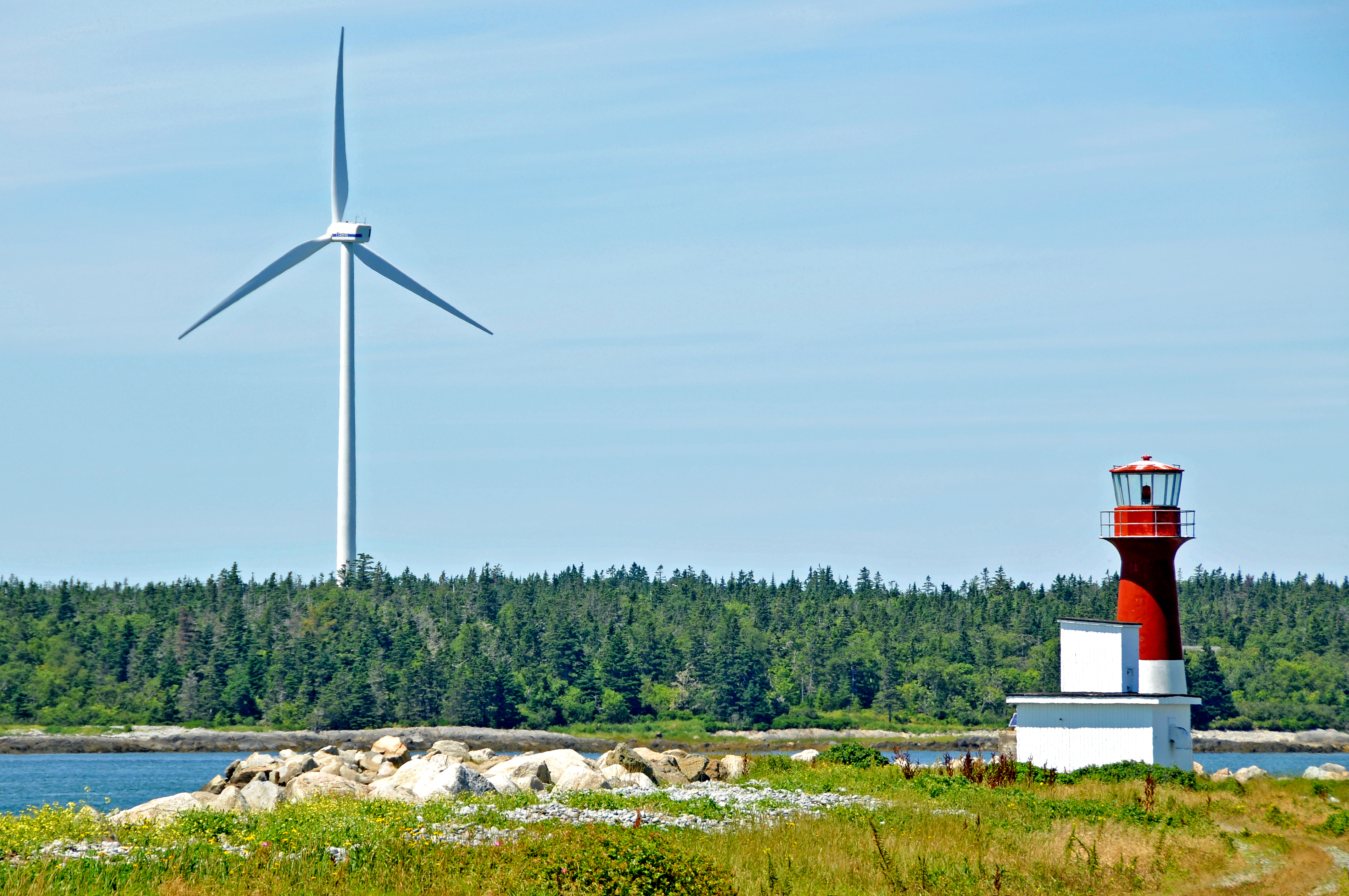
Windturbine in Nova Scotia, Canada

NIMBY (Not in my back yard, Niet in mijn achtertuin), vroeger ook het Sint-Florian-principe, en in Vlaanderen ook wel NIVEA (niet in voor- en achtertuin), is een begrip uit de ruimtelijke ordening om aan te duiden dat veel mensen wel gebruik willen maken van voorzieningen, maar er geen hinder van willen ondervinden. Zo willen veel mensen in een auto rijden, maar wil bijna niemand dat in zijn directe omgeving een nieuwe verkeersweg wordt aangelegd vanwege de geluidsoverlast of aantasting van het landschap.

## Omschrijving
Wanneer een overheid ruimtelijke plannen voorstelt, komt er vaak weerstand van bepaalde burgers of organisaties in de buurt van een gebied waarvan het bestemmingsplan zou kunnen wijzigen, of waar bepaalde ruimtelijke wijzigingen zijn voorgesteld.
De overheid heeft soms tot taak maatregelen in het algemeen belang uit te voeren, zoals de aanleg van:
- nieuwe wegen, spoorlijnen
- vliegvelden en landingsbanen
- energiecentrales
- vuilstortplaatsen
- asielzoekerscentra
- windmolens
- CO2-opslag

Hierbij worden vaak personen, organisaties of zelfs gemeenten in hun belangen geschaad, die niet direct profijt hebben bij deze ingreep. Er komt dan vaak veel tegenstand tegen deze ingrepen, zodat bewoners een actiegroep in het leven gaan roepen. Zelfs als betrokkenen inzien dat de plannen noodzakelijk zijn, willen ze er in hun eigen 'achtertuin' liever geen last van hebben.
Omgekeerd kan het woord NIMBY ook vallen ter verklaring van het schouderophalend of moraliserend gedrag van diegenen die niet in de nabijheid van de geplande voorzieningen wonen.

## Redenen
Veelgenoemde redenen voor de weerstand tegen projecten (NIMBY) onder omwonenden zijn, al dan niet in combinatie voorkomend:
- Verkeersaantrekkende werking: Een toename van arbeidsplaatsen, woningen of winkelruimte veroorzaakt een stijging van de verkeersintensiteit op het plaatselijke wegennet en een grotere vraag naar parkeerplekken. Industriële faciliteiten zoals distributiecentra, fabrieken of vuilstortplaatsen veroorzaken veelal een toename van vrachtverkeer.
- Schade aan het lokale midden- en kleinbedrijf: De ontwikkeling van grootschalige weidewinkels kan leiden tot mededinging met de lokale detailhandel. Bovendien kan de openstelling van een nieuwe weg resulteren in lagere verkeersintensiteiten op een bestaande weg, waardoor er minder potentiële clientèle van lokale ondernemers voorbijrijdt. Een mogelijk gevolg is dat ondernemers hoge kosten moeten maken voor een verhuizing. Een ander gevolg kan een faillissement zijn.
- Daling van woningwaarde: Woningen nabij ongewenste ruimtelijke ontwikkelingen worden minder aantrekkelijk voor potentiële kopers. De gederfde opbrengst van onroerende voorheffing/ onroerendezaakbelasting zal soms, maar niet altijd, worden gecompenseerd door de nieuwe belastinginkomsten van het betreffende NIMBY-project.
- Milieuverontreiniging van bodem, lucht en water: Elektriciteitscentrales, fabrieken, chemische faciliteiten, crematoria, rioolwaterzuiveringsinstallaties, luchthavens, wegen en vergelijkbare ruimtelijke ontwikkelingen kunnen vervuiling van de omliggende bodem, lucht en het water veroorzaken. Vooral functies die geurhinder opleveren worden vaak ervaren als hinderlijk en onwenselijk.
- Lichthinder: Ruimtelijke functies die ´s nachts activiteit genereren of die beveiligingsverlichting gebruiken (zoals lantaarns op een parkeerterrein), kunnen worden gezien als lichtvervuilend.
- Geluidshinder: Naast het lawaai van verkeer door de aantrekkende werking van veel projecten, kan een project ook zelf geluidshinder veroorzaken. Voorbeelden van bezwaren van geluidhinder treden op bij windenergie, (uitbreiding van) luchthavens en industriële faciliteiten. In het bijzonder kunnen stadions, festivalterreinen en nachtclubs geluidshinder veroorzaken in de nachtelijke uren, waardoor slaapverstoring bij omwonenden kan optreden.[1]
- Verrommeling en/of witte schimmel vanwege een contrasterend uiterlijk in vergelijking met de omliggende architectuur: Het voorgestelde project wordt beschouwd als lelijk of te grootschalig. Ook kan er schaduwhinder ontstaan richting de omgeving, als gevolg van een verschil in bouwhoogte.[2]
- Verlies van een dorpsgevoel: Ruimtelijke initiatieven die resulteren in de instroom van nieuwe inwoners, zoals realisatie van een grote nieuwbouwwijk, worden vaak gezien als oorzaak van de verandering van het karakter van een gemeenschap.
- Onevenredig voordeel voor niet-omwonenden: Het project lijkt mensen van elders te bevoordelen, zoals investeerders (bij commerciële projecten zoals weidewinkels) of mensen uit aangrenzende buurten (in geval van regionale overheidsprojecten, zoals luchthavens of snelwegen), waarbij de omwonenden alleen de lasten van het project dragen maar niet de voordelen ervan ervaren.
- Toenemende misdaad: Deze factor speelt vaak bij projecten met een verondersteld aanzuigeffect op laagopgeleiden of immigranten, alsook projecten die gericht zijn op groepen die als bovengemiddeld crimineel beschouwd worden, zoals geestelijk beperkten, armen of drugsverslaafden. Ook functies zoals cafés en coffeeshops worden soms gezien als aanjager van de criminaliteit in een gebied.
- Risico op een (natuur)ramp, zoals bij boorwerkzaamheden, chemische industrieën, dammen[3], mijnbouw zoals olie-, gas- of zoutwinning, en kerncentrales.
- Beschadiging van historisch waardevolle gebieden: Het betreffende gebied staat in een erfgoedregister vanwege oude bouwwerken die beschermwaardig worden geacht.

Veel bezwaren tegen NIMBY-projecten zijn gestoeld op aannames, omdat het aantekenen van protest zinvoller is voordat de bouwfase aanvangt. Na oplevering is een ruimtelijk project immers moeilijk ongedaan te maken. Ook is het minder zinvol om bezwaar te maken als het voorgenomen project past in het bestemmingsplan.

## Nederland
In Nederland is voor elke ruimtelijke ingreep uiteindelijk de gemeente verantwoordelijk, via haar bestemmingsplannen. De gemeente heeft hierdoor een machtsmiddel in handen om ingrepen tegen te gaan. Voor projecten van rijksbelang heeft de Rijksoverheid echter wettelijke mogelijkheden om een wijziging van het bestemmingsplan bij lagere overheden af te dwingen. Dit wordt geregeld in Artikel 4.4 van de Wet ruimtelijke ordening (Wro). Met een NIMBY-procedure kan de minister van Infrastructuur en Milieu taken en verantwoordelijkheden van de gemeente overnemen en zelf besluiten nemen, die de minister noodzakelijk acht en waar de gemeente niet aan wil meewerken.
De Wet ruimtelijke ordening stelt een urgentiecriterium als voorwaarde om een NIMBY-procedure te voeren.
Voorbeelden hiervan:
- De procedure uit de Tracéwet.
- Het geven van een aanwijzing door de Minister aan de gemeente.

De Tracéwetprocedure wordt bijvoorbeeld gevolgd voor de aanleg van de Betuweroute en bovendien voor allerlei landelijke verkeerswegen.
Het geven van een aanwijzing komt niet zo vaak voor. Voorbeelden zijn:
- De aanleg van de Gooiboog in de gemeente Weesp, dit is een spoorboog zodat er vanuit Utrecht treinen direct naar Almere kunnen rijden. Hoewel de boog deels verdiept wordt aangelegd, bleef de gemeente Weesp tegenstander van de ingreep. Dit speelde rond het jaar 1994.
- Het kappen van bomen in de gemeente Onderbanken, dat nodig is voor het uitvliegen van AWACS-vliegtuigen vanaf het Duitse vliegveld Geilenkirchen. Dit speelt in het jaar 2003 - 2005. In augustus 2005 nam de toenmalige minister van VROM een NIMBY besluit omdat het gemeentebestuur besloot dat werkzaamheden in de Schinveldse Bossen niet toegestaan waren. Op 18 juli 2007 deed de Raad van State uitspraak in de bezwaarprocedure die onder meer door de gemeente Onderbanken en de Vereniging STOP awacs tegen het Ministerie van VROM was aangespannen. Volgens deze uitspraak was de minister van VROM voor een gebied van 13 van de in totaal 20 hectare niet bevoegd de NIMBY-procedure te voeren, omdat de urgentie niet was aangetoond. Voor de overige 7 hectare vond de Raad van State dat het besluit van de minister van VROM onzorgvuldig was voorbereid en niet deugdelijk was gemotiveerd.

In Amsterdam-Zuidoost staat een kunstwerk van Rob Voerman onder de titel Not in my back yard; een protest tegen het geheel inregelen van de wijk; alles heeft een doel, een bestemming.
Vanwege de woningnood wil de Rijksoverheid van 2022 tot 2032 1 miljoen nieuwe woningen realiseren. In 2025 ligt dit voornemen achter op schema. Daarom wil de overheid bezwaarmogelijkheden beperken. Volgens socioloog Frans Soeterbroek heeft de overheid de bezwaren aan zichzelf te wijten. Vaak hebben omwonenden gelijk, want veel plannen zijn slecht doordacht. Ook overlegt de overheid eerst alles met de projectontwikkelaar, voordat de omwonenden er voor het eerst van horen. Volgens hem is het logisch dat deze dan bezwaar maken. Ook hoogleraar Noëlle Aarts adviseert om omwonenden er in een vroeg stadium bij te betrekken. De felste tegenstanders halen het nieuws en worden weggezet als NIMBY, maar de meeste omwonenden zijn best bereid concessies te doen.
Daarnaast noemt ze nog een reden waarom mensen bezwaar maken tegen projecten in hun buurt: ze zijn tegen het beleid in het algemeen. Als mensen bijvoorbeeld bezwaar maken tegen een asielzoekerscentrum tegenover hun huis, dan kan dat ook zijn omdat ze willen dat er minder asielzoekers naar Nederland komen.

## België
- In België is men al langer op zoek naar opslagplaatsen voor radioactief afval. In aanmerking komen sites met klei als ondergrond. Hoewel men al meerdere goede locaties heeft gevonden, volgt er altijd grootschalig protest tegen de bouw.
- De economische voordelen van de luchthaven van Zaventem wil men wel, maar niemand wil (slaapverstorende) nachtvluchten. Federaal Staatssecretaris voor Mobiliteit Etienne Schouppe (CD&V) probeerde in 2009 om de tegenstrijdige belangen van bewoners ("Actie Noordrand" e.a.) te verzoenen.

## Gerelateerde begrippen
- "YIMBY movement" De YIMBY-beweging (afkorting van "yes in my back yard") is een pro-woningbouwbeweging in tegenstelling tot het NIMBY-fenomeen ("not in my back yard"). Het YIMBY-standpunt steunt het vergroten van het woningaanbod in steden waar de woonkosten zijn gestegen tot onbetaalbare niveaus. Het debat over het YIMBY-beleid volgt niet de gebruikelijke politieke lijnen: YIMBY-activisten zijn vaak afkomstig uit het hele politieke spectrum.
- 'LULU' (Locally Unwanted Land Use): Bezwaar focust zich meer op het landgebruik dan op de faciliteiten die aangelegd dreigen te worden.
- 'NIABY' (Not In Anybody's BackYard): deze vorm van tegenstand tegen een ontwikkeling stelt dat een bepaalde ontwikkeling bijna overal op weerstand stuit. Een voorbeeld van dergelijke tegenstand is protest tegen de bouw van kerncentrales.
- 'NUMBY' (Not Under My Back Yard): gerelateerd aan de ondergrondse opslag van CO2.
- 'BYFYBY' (But Yes For Your Back Yard): dit komt er kortweg op neer dat de overheid bij het uitvoeren bepaalde plannen in veel gevallen wel degelijk de belangen van bepaalde partijen schaadt.

Begrippen die NIMBY belachelijk maken zijn:
- 'BANANA' (Build Absolutely Nothing Anywhere Near Anyone). Bouw absoluut niets, waar dan ook, bij wie dan ook in de buurt
- 'CAVE-MEN' (Citizens Against Virtually Everything). Burgers die tegen vrijwel alles zijn